# British Union of Fascists

De vlag van de British Union of Fascists

De British Union of Fascists (BUF, Britse Unie van Fascisten) werd in 1931 door Oswald Mosley opgericht onder de naam New Party (Nieuwe Partij), maar na een bezoek aan Benito Mussolini in januari 1932, wijzigde Mosley de naam in British Union of Fascists. Het partijorgaan heette The Blackshirt.
De BUF streefde ernaar om de werkloosheid in het Verenigd Koninkrijk van die dagen op te lossen. Volgens de BUF lukte dit alleen door het invoeren van een corporatief stelsel, het zogenaamde 'Britse socialisme'. Grote bedrijven moesten volgens de BUF lid worden van 'corporaties', waarin zowel afgevaardigden van de werknemers, werkgevers als de consumenten zitting zouden hebben. De winst zou eerlijk worden verdeeld onder de leden van de corporaties. De overheid zou alleen ingrijpen wanneer de leden van de corporaties er zelf niet uit zouden komen (verg. poldermodel). Er zouden diverse corporaties moeten komen, bijvoorbeeld voor de kolenindustrie, de staalindustrie en de transportindustrie.
Naast corporatisme streefde de BUF naar handhaving van het British Empire, het Britse Rijk.
De BUF was ook antisemitisch, ondanks het feit dat een aantal belangrijke bestuursfuncties werden bekleed door Joden. Na zijn bezoeken aan nazi-Duitsland werd Mosley racistischer. De BUF-aanhangers, die zwarte hemden droegen en fascistische insignes, raakten regelmatig slaags met Joden, met name in Londen waar de BUF dergelijke gevechten uitlokte.
Na de Slag om Cable Street op 4 oktober 1936 verbood het Britse Lagerhuis leden van politieke partijen om uniformen of opzichtige insignes te dragen. 
Na het uitbreken van de Tweede Wereldoorlog (1939) werden Mosley en zijn vrouw, Diana Mitford, in mei 1940 gearresteerd en kregen zij (een geprivilegieerd) huisarrest opgelegd. Op 30 mei 1940 werd de British Union of Fascists verboden.
Na de Tweede Wereldoorlog, in 1948, richtte Mosley de Union Movement (Unie Beweging) op. De Union Movement streefde naar een verenigd Europa gebaseerd op Brits-Duitse samenwerking. De Union Movement keerde zich tegen immigratie van niet-blanke (niet-Europese) mensen naar het Verenigd Koninkrijk. In 1959 en in 1966 deed Mosley voor de Union Movement mee aan de Lagerhuisverkiezingen maar hij werd nooit in het Lagerhuis gekozen.